# Obiecte în mișcare
„Obiecte în mișcare” (titlu original: „Objects in Motion) este un episod al serialului de televiziune Babylon 5, sezonul 5.